# Kopparäggsvamp
Kopparäggsvamp (Bovista tomentosa) är en svampart som först beskrevs av Carlo Vittadini, och fick sitt nu gällande namn av De Toni 1888. Enligt Catalogue of Life ingår Kopparäggsvamp i släktet äggsvampar,  och familjen Agaricaceae, men enligt Dyntaxa är tillhörigheten istället släktet äggsvampar,  och familjen röksvampar. Arten är reproducerande i Sverige. Inga underarter finns listade i Catalogue of Life.